# 베올리아
베올리아(Veolia)는 수자원 관리, 폐기물 관리, 에너지 서비스라는 공공 부문에 의해 전통적으로 관리되는 3가지 메인 서비스 및 공익사업 분야에서 활동하는 프랑스의 다국적 기업이다. 한때 자회사 베올레아 교통을 통해 2019년 1월까지 교통 서비스를 관리하기도 했다. 2012년 기준으로 베올리아의 직원 수는 48개국에서 318,376명이었다.
1998년부터 2003년 사이에 이 기업의 사명은 비방디 인바이런먼트(Vivendi Environnement)였고 복합기업 비방디로부터 기업 분사되었다.

## 같이 보기
- 베올레아 교통